# مايك مورينو
مايك مورينو (بالإنجليزية: Mike Moreno)‏ هو عازف جاز أمريكي، ولد في 8 أكتوبر 1978 في هيوستن في الولايات المتحدة.

## وصلات خارجية
- الموقع الرسمي
- مايك مورينو على موقع ميوزك برينز (الإنجليزية)
- مايك مورينو على موقع أول ميوزيك (الإنجليزية)
- مايك مورينو على موقع ديسكوغز (الإنجليزية)